# Autobahnknoten Bratislava-Vrakuňa
Der Autobahnknoten Bratislava-Vrakuňa (diaľničná križovatka Bratislava-Vrakuňa) liegt am östlichen Stadtrand der slowakischen Hauptstadt Bratislava. Dieser derzeit als Anschlussstelle gewidmete Knoten verknüpft die Bratislavas Ringautobahn D4 mit der Cesta II. triedy 120 (II/120, „Straße 2. Ordnung“, bis 2024 II/572A) im Zuge der Ortsumgehung von Most pri Bratislave, geplant ist in ferner Zukunft die Anbindung der westlichen Verlängerung der Schnellstraße R1. Er befindet sich in einem ländlichen Gebiet östlich der Stadtteile Podunajské Biskupice und Vrakuňa und südwestlich der Gemeinde Most pri Bratislave.
Auf der D4 trägt der Knoten die Nummer 18. Zur Planungs- und Bauzeit hieß die Anschlussstelle Bratislava-Podunajské Biskupice, heute heißt so die nächste Anschlussstelle (Nummer 13) in südwestlicher Richtung.

## Bauart
Der Knoten ist von der Bauform her als Teilkleeblatt ausgeführt, mit gebauten Rampen auf der südlichen Seite und Bauvorleistungen in der Form von Anschlussstutzen auf der nördlichen Seite. Die D4 verläuft auf der unteren Ebene mit 2 × 2 Fahrstreifen und Standstreifen sowie Verflechtungsstrecken beiderseits der Autobahn. Die hier als Autostraße ausgeschilderte II/120 überbrückt die Autobahn auf den Brücken für die südliche Verflechtungsstrecke und Hauptfahrbahn der zukünftigen R1. Die fehlenden baulichen Relationen werden über höhengleiche Kreuzungen auf der II/120 abgewickelt, somit entspricht der Knoten in derzeitiger Ausführung einer normalen Anschlussstelle. Alle Rampen sind einstreifig.

## Betreuung
Die Rampen sowie die D4 werden durch die private Gesellschaft Zero Bypass Limited betreut.

## Geschichte
Der Knotenpunkt entstand ab 2016 Rahmen des PPP-Projekts für den Bau und Betrieb der D4 und R7, geführt durch das Konsortium Zero Bypass Limited. Ursprünglich war dieser Anschluss lediglich in der langfristigen Planung vorgesehen, wurde aber letztendlich zusammen mit der Neubau der D4 gebaut. Die Ortsumgehung Most pri Bratislave, zuerst administrativ als II/572A gewidmet, wurde am 26. September 2019 als erster Teil dem Verkehr freigegeben. Der Abschnitt Podunajské Biskupice–Vrakuňa der D4 wurde am 8. November 2020 in Betrieb genommen, der anschließende Abschnitt zur Anschlussstelle Bratislava-východ folgte am 11. Februar 2021.
Der Knoten Bratislava-Vrakuňa ist gemäß der aktuellen Funktion als normale Anschlussstelle gewidmet, soll aber in Verbindung mit zwei unabhängigen Verkehrsprojekten, die sich hier treffen, zum vollwertigen Knoten umgewandelt werden. Einerseits ist hier das westliche Ende der ca. 42 km langen Neubaustrecke Most pri Bratislave–Vlčkovce der R1 geplant, und der Neubau der II/120 östlich des Anschlusses bis zur Anbindung an die bestehende Straße verläuft auf der Trasse der zukünftigen R1. Für dieses Projekt ist kein näherer Zeitplan vorhanden. Westlich der Anschlussstelle soll die II/120 als Umfahrung von Vrakuňa bis zur Straße Galvaniho weiter gebaut und dabei inklusive der Bestandsstrecke vierspurig ausgebaut werden. Auch für dieses Projekt gibt es keine Angaben zum voraussichtlichen Bautermin.